# Achim Rogmann
Achim Rogmann ist ein deutscher Hochschullehrer und Rechtswissenschaftler mit Forschungsschwerpunkten auf dem Europäischen Zoll- und Außenwirtschaftsrecht sowie dem Welthandelsrecht.

## Werdegang
Rogmann schloss 1982 sein Studium an der Fachhochschule für öffentliche Verwaltung Nordrhein-Westfalen in Duisburg als Diplom-Verwaltungswirt (FH) ab, und 1987 legte er an der Universität Münster das Erste juristische Staatsexamen ab. Nach Referendariat und Zweitem juristischen Staatsexamen studierte er an der Deutschen Hochschule für Verwaltungswissenschaften in Speyer. Im Jahr 1998 promovierte er bei Rolf Stober an der Universität Hamburg.
Rogmann trat 1990 in die Bundesfinanzverwaltung ein und war in den Oberfinanzbezirken Düsseldorf und Frankfurt am Main tätig. Bis 2000 war er Dozent an der Fachhochschule des Bundes für öffentliche Verwaltung im Fachbereich Finanzen, zuletzt als Regierungsdirektor, und lehrte Europarecht und Europäisches Zollrecht. Danach wurde er Professor für Öffentliches Wirtschaftsrecht und Europarecht an der Ostfalia Hochschule für angewandte Wissenschaften. Dort ist er auch Studiendekan und Prüfungsausschussvorsitzender der Fakultät Recht sowie Korruptionsschutzbeauftragter der Hochschule. Seit 2005 lehrt er an der Universität Münster im interdisziplinären Masterstudiengang „Customs Administration, Law and Policy“.
Rogmann ist weltweit in Zollrechtsfragen beratend und gutachterlich tätig. Im Wintersemester 2009/10 hatte er eine Gastprofessur an der Murdoch University inne. Er ist Herausgeberbeirat der Fachzeitschrift Außenwirtschaftliche Praxis und war von 1997 bis 1999 Mitherausgeber und Schriftenleiter des „Informationsdienstes Beamtenrecht NW aktuell“.
Er ist lizenzierter Funkamateur mit dem Amateurfunkrufzeichen DF3EC.

## Publikationen
- Fälle zum europäischen Zollrecht – Überwachter freier Verkehr: Hausrat für Wohncontainer. In: Peter Witte, Reginhard Henke (Hrsg.): Fallsammlung Europäisches Zollrecht. Herne / Berlin 1996, ISBN 3-482-47841-4, S. 50ff.
- Die Bindungswirkung von Verwaltungsvorschriften. Zur Rechtslage insbesondere im Wirtschafts-, Umwelt- und Steuerrecht. Köln u. a. 1998, ISBN 3-452-24129-7.
- Der Sprachenstreit im Binnenmarkt. In: Matthias Bongartz (Hrsg.): Europa im Wandel. Rechtsfragen aus Lehre und Forschung des Fachbereichs Finanzen der Fachhochschule des Bundes zum europäischen Integrationsprozess. Köln 2001, ISBN 3-452-24714-7, S. 249ff.
- Verbote und Beschränkungen im Internet – brauchen wir einen Cyber-Customs? In: Reginhard Henke (Hrsg.): E-Commerce und Informatikverfahren im Außenhandel. Köln 2002, ISBN 3-89817-120-5, S. 45ff.
- Rechtliche Grundlagen elektronischer Verwaltungsakte. In: Reza Asghari (Hrsg.): E-Government in der Praxis. Frankfurt am Main 2005, ISBN 3-935042-53-1, S. 211ff.
- Rechtsvollzug und Rechtsschutz im Europäischen Zollrecht unter WTO-Einfluss. In: Winfried Kluth, Martin Müller, Andreas Peilert (Hrsg.): Wirtschaft – Verwaltung – Recht. Festschrift für Rolf Stober. Köln / München 2008, ISBN 978-3-452-26879-2, S. 797ff.
- Welthandelsrechtliche Herausforderungen für die Europäische Zollunion. In: Lothar Gellert (Hrsg.): Zollunion und e-Government. Tagungsband des 21. Europäischen Zollrechtstags des EFA am 18./19. Juni 2009 in Linz, Witten 2010, ISBN 978-3-930670-53-6, S. 27ff.
- als Mitarbeiter: Fallsammlung europäisches Zollrecht. Herne 2010, ISBN 978-3-482-47843-7.
- EU-Verbraucherschutzrecht nach dem Vertrag von Lissabon. In: Winfried Huck (Hrsg.): Europäisches und chinesisches Verbraucherschutzrecht im Fokus. Kovac, Hamburg 2011, ISBN 978-3-8300-5550-1.